# Zhang Weiping
Zhang Weiping (* 1964 in Shanghai) ist ein chinesischer Mathematiker.
Zhang studierte an der Fudan-Universität in Shanghai mit dem Bachelor-Abschluss 1985 und wurde 1996 an der Universität Paris-Süd bei Jean-Michel Bismut promoviert (Invariant eta et torsion analytique). Danach lehrte er als Professor an der Nankai-Universität, an der er seit 2004 Direktor des Instituts für Mathematik ist.
Er befasst sich mit globaler Differentialgeometrie und dem Atiyah-Singer-Indexsatz und seinen Verallgemeinerungen. Er fand Verbindungen von analytischer zu topologischer Torsion (Satz von Bismut-Zhang). Er definierte L2-Alexander-Invarianten für Knoten und höherdimensionale Rokhlin-Korrespondenzen mit dem Ziel der Anwendung auf Indexsätze in höheren Dimensionen. Außerdem definierte er den Spektralfluss von Operatoren-Clustern ebenfalls für Indexsätze. Er befasste sich mit elliptischen Geschlechtern (Witten-Geschlecht) und konstruierte solche für Spin-Mannigfaltigkeiten und identifizierte sie mit Modulformen. 2012 leitete er die gegenseitige Aufhebung von Anomalien für die Eichgruppe E8 bei der heterotischen Superstringtheorie (ursprünglich von Green und Schwarz) aus der Theorie von Modulformen ab. 2017 bewies er Sätze über positive Skalarkrümmung auf Blätterungen.
2000 und 2001 erhielt er den Mathematikpreis der Third World Academy of Sciences, deren Mitglied er seit 2001  ist. 2002 war er Vortragender auf dem Internationalen Mathematikerkongress in Peking. Er erhielt den Science and Technology Progress Award 1. Klasse der Volksrepublik China. Zhang ist seit 2007 Mitglied der Chinesischen Akademie der Wissenschaften. 2022 war er im Auswahlkomitee der Fields-Medaille.

## Schriften (Auswahl)
- mit Qingtao Chen, Fei Han: Generalized Witten Genus and Vanishing Theorems. In: Journal of Differential Geometry. Band 88, 2011, S. 1–39 arxiv:1003.2325.
- mit Fei Han: {\displaystyle \eta }-invariant and modular forms. In: Quarterly Journal of Mathematics. 2013, arxiv:1312.7494.
- Positive scalar curvature for foliations. In: Annals of Mathematics. Band 185, 2017, S. 1035–1068 arxiv:1508.04503.